# Le péché commence avec Ève
Pour plus de détails, voir Fiche technique et Distribution.
Le péché commence avec Ève (Mit Eva fing die Sünde an) est une comédie romantique ouest-allemande à sketches réalisée par Fritz Umgelter et sortie en 1958.
Pour sa sortie américaine, le film est remonté en 1962 avec inserts érotiques additionnels par Francis Ford Coppola sous le titre The Bellboy And The Playgirls.

## Synopsis
Le metteur en scène Gregor monte une pièce de théâtre au cours de laquelle les jeunes acteurs Dinah et Jürgen - appelé « Mark » dans la pièce - doivent jouer une scène d'amour érotique. Dinah, qui se montre cassante, a du mal à le faire parce que cette scène, comme elle le raconte plus tard à son metteur en scène, correspond à une expérience personnelle avec son collègue Jürgen, qui a conduit à la séparation du couple autrefois fiancé dans la vie réelle. En outre, elle se décrit comme une fille décente qui n'a que faire de l'érotisme prétendument en vogue à l'heure actuelle. Lorsque Gregor commence à trouver la discussion trop gênante, il renvoie Dinah et confie le rôle à Barbara, présente par hasard, qui interprète le rôle complètement différemment et se pose en bombe sexuelle. Après lui avoir expliqué en vain la différence entre sexe et érotisme, Gregor tente à nouveau sa chance avec Dinah, mais demande d'abord à la jeune fille de venir discuter en privé.
Dinah souligne à nouveau sa vertu et fait référence aux grands poètes du passé, dans les œuvres desquels des rôles comme le sien n'apparaissaient pas. Grégoire s'y oppose et, en prenant l'exemple d'une sculpture, livre une histoire sur le rôle des femmes dans la Grèce antique, où Dinah aurait reçu une formation d'hétaïre au lieu de jouer la comédie, car le théâtre n'y était joué que par des hommes. Dans la scène suivante, conçue comme un retour à Athènes, tous les acteurs du film endossent désormais leur rôle en habit grec.
Gregor espère avoir ainsi convaincu Dinah et souhaite poursuivre la répétition de la pièce de théâtre. Mais Dinah continue d'hésiter, si bien que cette fois, c'est un mariage au Moyen Âge qui doit servir d'exemple. Dans l'épisode suivant, littéralement mis en scène comme un jeu en chambre, Karin Dor et Willy Fritsch célèbrent le prélude à l'adultère chevaleresque.
A l'aide d'un tableau, le voyage historique et culturel se poursuit jusqu'à la Renaissance et la Guerre de Trente Ans, où les acteurs, cette fois-ci en costume d'époque, donnent le meilleur d'eux-mêmes dans une séance musicale joyeuse et bien arrosée, qui débouche sur un dialogue entre Hanne Wieder et Klaus Havenstein.
Entre-temps, la troupe du théâtre sont venus à la cantine, tandis que Gregor continue d'essayer de faire aimer son rôle à Dinah. Il compare maintenant le présent avec les jeux amoureux de l'époque rococo et remonte jusqu'à la Révolution française. Cette fois encore, l'histoire progresse à travers différents tableaux de maîtres anciens et conduit vers une maison bourgeoise où Michael Cramer, à nouveau jeune maître, peint un tableau de mœurs de Mady Rahl en tant que femme de la maison.
Fatigué, Gregor laisse Dinah et Jürgen seuls et se rend lui aussi à la cantine. Le jeune couple se confie, non sans avoir fait un nouveau détour dans l'histoire. Différents tableaux mènent à la Belle Époque. Jürgen décrit une soirée entre hommes au Moulin-Rouge, où Angèle Durand, avec le tube Mit Eva fing die Sünde an, ainsi qu'un ensemble de ballet de la Nouvelle Ève parisienne, mènent au dénouement du film.
Dinah et Jürgen se sont réconciliés, mais ce n'est pas Dinah qui a tiré les leçons de l'histoire, mais Jürgen. Le film se termine dans le style des années 1950, avec une Dinah vertueuse à qui un Jürgen amoureux a demandé de l'épouser. Le réalisateur Gregor aimerait bien reprendre les répétitions, mais c'est la fin de la journée, rappelée avec insistance par un Monsieur Weber syndiqué.

## Fiche technique
- Titre français : Le péché commence avec Ève[1]
- Titre original : Mit Eva fing die Sünde an[2]
- Réalisation : Fritz Umgelter
- Scénario : Dieter Hildebrandt, Margh Malina
- Photographie : Paul Grupp (de)
- Montage : Friedel Buckow
- Musique : Claus Ogerman
- Production : Wolf C. Hartwig
- Sociétés de production : Rapid-Film GmbH (Munich)
- Pays de production :  Allemagne de l'Ouest
- Langue originale : allemand
- Format : Noir et blanc - 1,66:1 - Son mono - 35 mm
- Genre : Comédie romantique à sketches
- Durée : 85 minutes
- Dates de sortie : 
  - Allemagne de l'Ouest : 15 août 1958
  - France : 19 avril 1963[1]

## Distribution
- Willy Fritsch : Gregor
- Mady Rahl : Barbara
- Karin Dor : Dinah
- Michael Cramer (de) : Jürgen
- Hanne Wieder : Carla
- Otto Storr : Schnock
- Thomas Fabian : Docteur
- Maria Madlen Madsen : Mme Weber
- Klaus Havenstein (de) : Monsieur Weber
- Hans-Jürgen Diedrich : Inspecteur
- Angèle Durand : Chanteuse

## Production
Le Péché commence avec Ève est tourné au printemps 1958 à Munich et sort dans les cinémas ouest-allemands le 15 août 1958.
Le scénariste Dieter Hildebrandt avait fondé deux ans auparavant, entre autres avec Klaus Havenstein et Hans Jürgen Diedrich, le cabaret politique Münchner Lach- und Schießgesellschaft et imposa ses deux collègues dans la distribution. Hanne Wieder, qui jusqu'alors avait également réussi à se faire connaître dans le cabaret, est également apparue pour la première fois devant la caméra.
Le producteur était Wolf C. Hartwig, connu auparavant et plus tard pour ses films de mœurs, dont la société Defir Filmverleih, fondée avec son associé Dieter Fritko, fit faillite un an plus tard.

## Adaptation américaine par Francis Ford Coppola
En 1962, Francis Ford Coppola, alors réalisateur débutant, adapte en anglais le film tourné en noir et blanc en y ajoutant dix-huit minutes d'inserts érotiques en couleurs,  et en 3D. Le style cabaret du film original allemand a été modifié par Coppola pour adjoindre au projet June Wilkinson (en), l'icône du magazine Playboy, désormais au centre de la représentation, et en conférant avec quelques nus féminins une nouvelle orientation plus érotique au film. Projeté aux États-Unis le 12 février 1962, le film fait d'ailleurs expressément référence au magazine dans son titre : The Bellboy And The Playgirls. Al Locatelli a conçu les décors des nouveaux segments, tandis que Jack Hill était chef opérateur.